# NGC 350

NGC 350

NGC 350 (بالإنجليزية: NGC 350)‏ التي يرمز لها بالرمز NGC 350، هي مجرة، في كوكبة قيطس.

## الاكتشاف
اكتشفت في 27 سبتمبر 1864، بواسطة ألبرت مارث.